# Beat Em Up
Beat Em Up è un album di musica punk del 2001 cantato da Iggy Pop.

## L'album
Questo è il tredicesimo album di Iggy Pop come solista. Iggy Pop con questo album crea un album molto energico, vario e moderno. Molto diverso da Avenue B, questo album, passa tra metal e lenti, tra passato e futuro e dimostra ancora una volta la completezza dell'artista.

## Tracce
1. Mask – 2:53
2. L.O.S.T. – 3:24
3. Howl – 5:05
4. Football – 3:52
5. Savior – 4:37
6. Beat 'Em Up – 4:26
7. Talking Snake – 4:28
8. The Jerk – 3:44
9. Death Is Certain – 4:38
10. Go for the Throat – 3:56
11. Weasels – 2:59
12. Drink New Blood – 4:33
13. It's All Sh*t – 4:57
14. Ugliness – 5:37
15. V.I.P. – 13:11

## Credits

### Cast artistico
- Percussioni - Alex Kirst
- Basso - Mooseman
- Chitarra - Whitey Kirst
- Chitarra - Pete "Damien" Marshall
- Voce - Iggy Pop

### Cast tecnico
- Arrangiatore - Danny Kadar
- Addetto Mixaggio - Danny Kadar
- Produttore - Iggy Pop
- Fotografo - Olaf Heine